# Calycobolus insignis
Calycobolus insignis là một loài thực vật có hoa trong họ Bìm bìm. Loài này được (Rendle) Heine mô tả khoa học đầu tiên năm 1963.